# Ixodes vespertilionis
Espèce
Ixodes vespertilionis est une espèce de tiques de la famille des Ixodidae.

## Distribution
Cette espèce se rencontre en Europe, en Asie et en Afrique.

## Description
Cette tique parasite les rhinolophes et les murins.

## Publication originale
- C. L. Koch, 1844 : Systematische Übersicht über die Ordnung der Zecken. Archiv Für Naturgeschichte, Berlin, vol. 10, p. 217–239 (texte intégral).